# أمين أونو
أمين أونو هي مديرية سابقة في إسطنبول في تركيا، وقد ضُمت إلى مديرية الفاتح الآن وهو حي فيها. وأمين أونو هو قلب مدينة القسطنطينية التاريخي المسور الغني بعبق التاريخ. وأمين أونو تغطي تقريبًا المنطقة البيزنطة القديمة. يعبر جسر غلطة القرن الذهبي إلى أمين أونو ويفتح مضيق البوسفور فمه إلى بحر مرمرة. ويقف على التل قصر طوب قابي وجامع السلطان أحمد وآيا صوفيا. وبذلك فإن أمين أونو هي الوجهة السياحية الرئيسية في إسطنبول. وقد كانت جزءًا من حي الفاتح حتى سنة 1928، التي غطت منطقة شبه الجزيرة بأكملها داخل الأسوار الرومانية، تلك المنطقة التي كانت في السابق العاصمة البيزنطية القسطنطينية. ولأن عدد السكان المقيمين في أمين أونو انخفض في يومنا هذا فقد ضُمت مرة أخرى إلى مديرية الفاتح في سنة 2009.

## الاسم
اسم «إمينونو» يعكس مكانتها التاريخية، فترجمة الاسم من التركية تُعني «أمَام الأمين». حيث «إمين Emin» تعني «أمين مؤتمن» وهو لقب مسئول الجمارك، و«أونو önü» تعني «أمَام». 
على الأرجح أن هذا الاسم جاء من المحاكم العثمانية والجمارك التي كانت موجود على الأرصفة البحرية لسفن التجار. 
وكان «إمين» أو «أمين» هو اللقب الوظيفي الرسمي لمسؤول الجمارك العثماني لأنه أمين، حافظ، مؤتمن، مُعتمد عليه.

## التاريخ

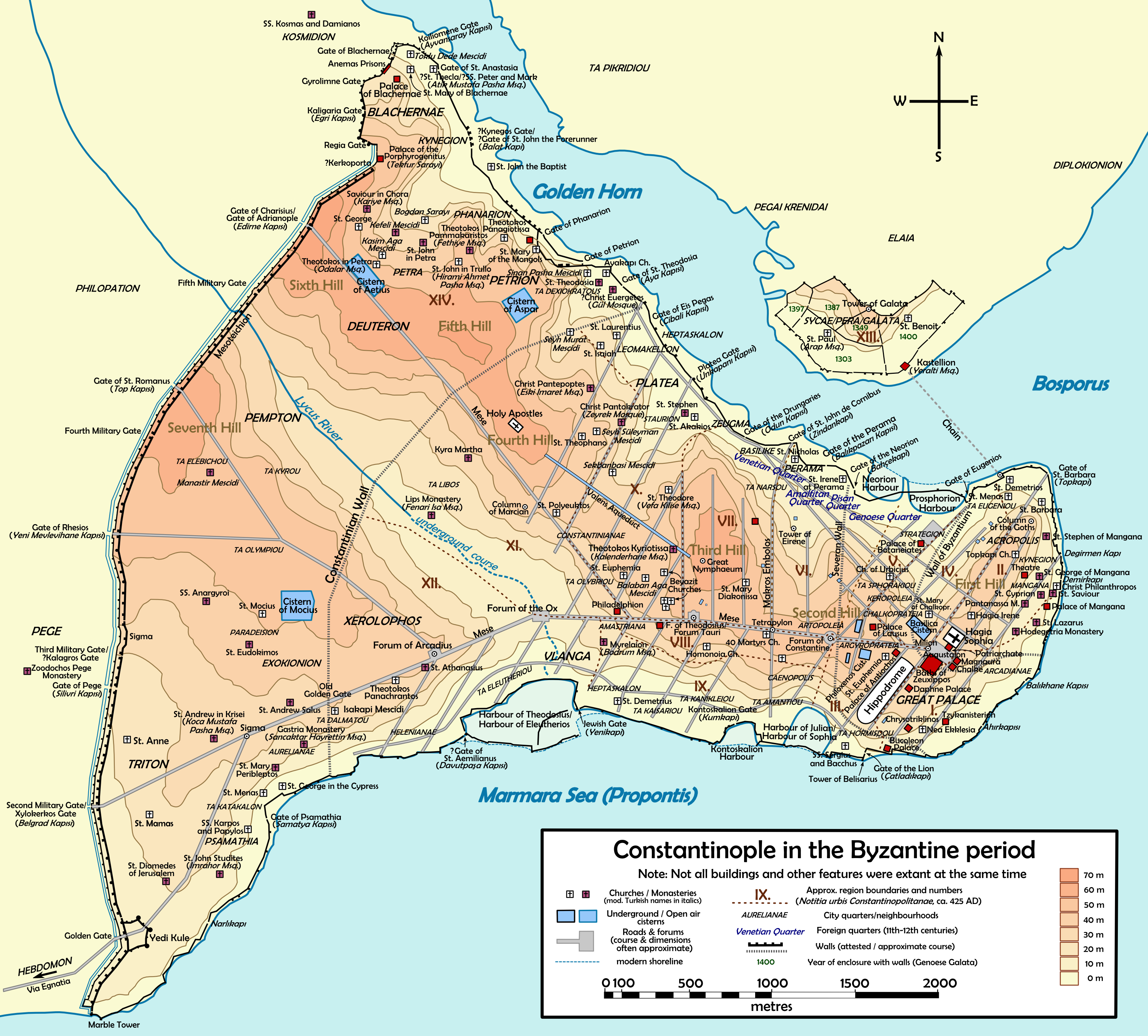
خريطة المدينة في العصر البيزنطي

كان القرن الذهبي ميناء طبيعيًا وخصوصًا شاطئ إمينونو/سيركجي الذي كان خط الدفاع الأساسي عن شبه الجزيرة. هذا الموقع الطبيعي المتميز دفع إلى تأسيس بيزنطة، حيث نمت المدينة بأحيائها المجاورة للميناء على طول القرن الذهبي. وفي القرن الثاني عشر، احتل تجار البندقية وأمالفي وجنوة وبيزا الميناء البيزنطي أيضًا، فحصلوا في نهاية المطاف على أرصفة خاصة للسفن ومناطق على الواجهة البحرية.
في الفترة البيزنطية ضمن منطقة إمينونو أحياء باسيليوس (Neórion) (وبعدها أقيم الميناء هناك)، والأكروبوليس (Akrópolis)، وكينيجيون (Kynégion)، وأركادياناي (Arcadianae/Arkadianaí)، وهيرميسدو (ta Hormísdou)، وأمانتيو (Amantíou) وكانوبوليس (Caenopolis/Kainópolis)، وكانيكليو (ta Kanikleíou)، ونارسو (ta Narsoú)، وكياساريو (ta Kaisaríou)، وأرتوبوليا (Artopoleía)، وأرجيروبراتي (Argyroprateía)، وشالكوبراتي (Chalkoprateía)، وأوليبريو (ta Olybríou)، وقسطنطينية (Constantinianae/Konstantinianaí)، وأمستريانون (ta Amastrianón)، ويوجينيو (Eugeníou)، وبيراما (Pérama)، وزيوغما (Zeúgma)، وستاوريون (Stauríon)، وفلانجا (Vlánga)، وهيبتاسكلون (Heptáskalon).
كان القرن الذهبي ميناءً مزدهرًا في العهد العثماني، احتله التجار والبحارة وأصحاب المستودعات من كل حدب وصوب، وكان مركزًا تجاريًا للمدينة، ومتاهة من الشوارع الضيقة والورشات والأسواق الرائدة وصولاً إلى تلة قصر طوب قابي، مركز الحكم السلطاني العثماني.
تغيرت طبيعة المكان مع العصر الصناعي، فقد بني جسر غلطة إلى القرن الذهبي، ووصلت البواخر ثم الكهرباء والخطوط الحديدية ومحطة لقطار الشرق السريع الذي يصل إلى محطة سيركجي [الإنجليزية]. وقد كانت إمينونو جزءًا من حي الفاتح حتى سنة 1928م، حيث أصبحت حيًا مستقلاً.

## أمينونو الآن
رغم أن الحكومة التركية نُقلت إلى أنقرة وتوسعت إسطنبول لتصبح مدينة ضخمة مع مركز للأعمال في مبانٍ لامعة ضخمة في أماكن أخرى، إلا أنه ماتزال منطفة إمينونو حافلة بالنشاط. ففيها أكثر مرافئ العبارات اكتظاظًا التي تعبر مضيق البوسفور وبحر مرمرة، وفيها سفن الدحرجة الوحيدة التي تقطع مضيق البوسفور، وفيه المحطة الوحيدة النهائية للسكك الحديدية الرئيسية (حيث يمكن أن تستقل القطارات إلى تراقيا الشرقية وأوروبا). ويستمر الناس بالتدفق إلى المنطقة على متن القوارب والحافلات والقطارات والمترو الخفيف من آق سراي.
في أثناء النهار تكون إمينونو مكتظة بالتجار وزبائنهم، وجحافل المتسوقين والكثير من السياح. كما يوجد عدد من المباني الحكومية الرئيسية، ومنها مكتب المحافظ والحرم الجامعي الرئيسي لجامعة اسطنبول في بيازيد.
وفي الليل يمسي المكان هادئً. وهناك بعض المساكن في إمينونو ولكن معظم المباني هي مكاتب ومحلات تجارية وورش للعمل، لذا فإن نهار الحي وليله يتناقضان بشكل ملحوظ. كل يوم يعمل أو يمر مليونا شخص تقريبًا في إمينونو، ولكن يقطن الحي 30,000 نسمة فقط، وهم في أغلبهم من العمال والحراس.

## المعالم السياحية
تستحوذ إمينونو على العديد من المساجد والمباني التاريخية وأشهر المعالم في إسطنبول. التطويرات الأخيرة قد تحسنت إمينونو تحسينًا ملحوظًا ومعظم شوارعها المتعرجة المهيبة قد حُسنت، وشرعت أعمال الترميم للعديد من المساجد فيها. 
- السلطان أحمد - الذي يحتوي على قصر طوب قابي (أي قصر الباب العالي) ومسجد آيا صوفيا وجامع السلطان أحمد (المسجد الأزرق) وآيا إيريني إضافة إلى حوالي ألف معلم آخر بهندسته المعمارية المتميزة.
- السليمانية أو مسجد سليمان القانوني مسجد عظيم.
- يني جامع (المسجد الجديد) - المسجد الذي يهيمن على الواجهة البحرية لجسر غلطة. ويوجد مساحة مفتوحة واسعة أمامها تطعم الناس فيها الحمام.
- البازار الكبير هو من أكبر وأقدم البازارات في العالم.
- سوق مصر ليس كبيرًا بقدر البازار الكبير ولكنه بجوار الشاطئ، بجانب يني جامع.
- جامع صقللي محمد باشا - في منطقة كاديرغا.
- وقف الخان الرابع في إسطنبول [الإنجليزية] (Istanbul 4th Vakıf Han)، وهو مبنى للمكاتب سابقًا وأعيد تأهيله ليصبح فندقًا بخمس نجوم من سلسلة فنادق (الإرث العثماني)

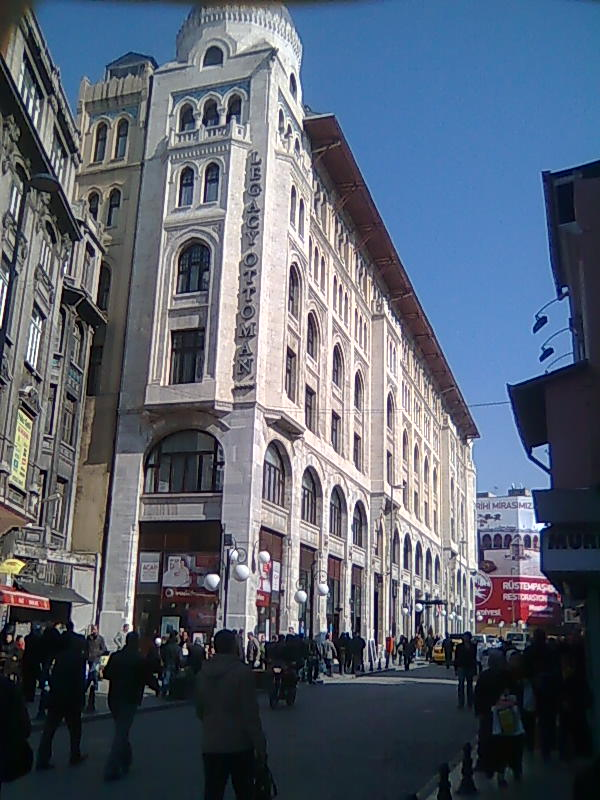
مؤسسة الخان الرابع في إسطنبول
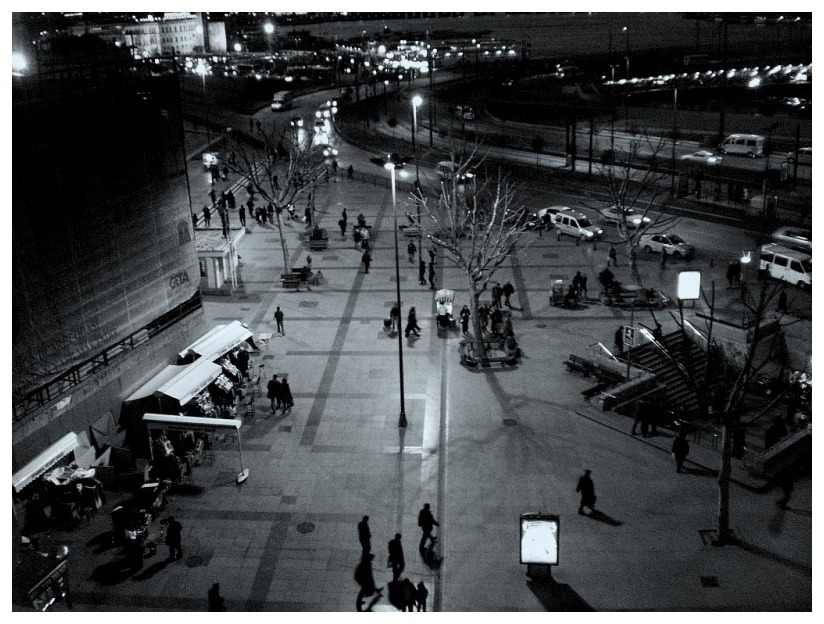
إمينونو في ليلة شتوية ليلاً
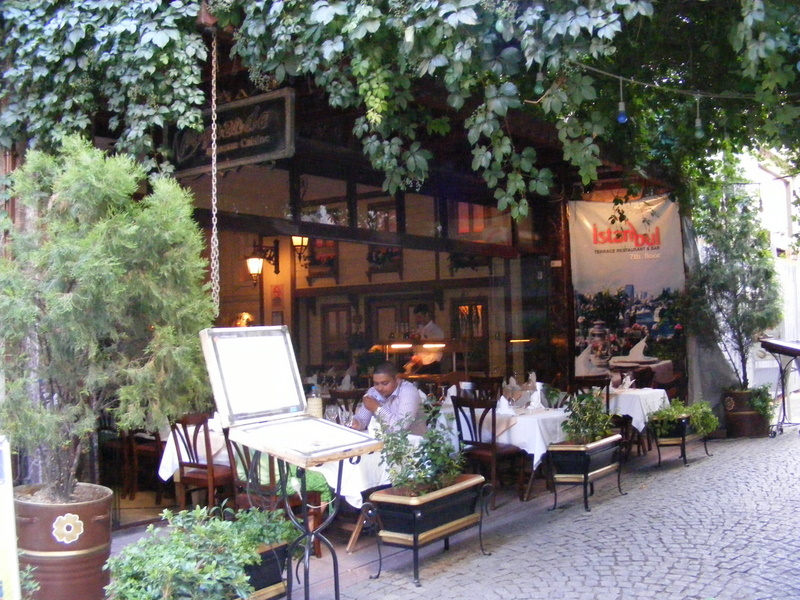
مطعم في إمينونو
- الرصيف البحري لإمينونو، ويظهر في الجانب الأيسر منطقة السلطان أحمد وفي الجانب الأيمن يني جامع ووراءه في الأفق يظهر جامع السليمانية